# جرح الماضي (مسلسل)
جرح الماضي أو الماضي يخلق جرحا في قلبي (بالتركية: Mazi Kalbimde Yaradir)‏ هو مسلسل تلفزيوني درامي ورومانسي تركي من إنتاج شركة تيمز للإنتاج، تم بثه على قناة تي أر تي 1 بين 17 فبراير 2011 و 26 نوفمبر 2011. من بطولة سلجوق يونتام، صدف آفجه، أوزجور جفيك. وسيناريو من كتابة ريديف زيرينر وسيفجي يلماظ، والمنتج هو تيمور سافجي،وإخرج تشاغاتاي توسون. يتكون المسلسل من موسمين، وانتهى عند 26 حلقة (بالتقسيم تركي).

## القصة
تدور أحداث المسلسل حول قصة حب حزينة في السبعينيات، حيث تتقاطع حياة أربعة أشخاص: موجان وفريت وسليم ونالان. في هذه القصة، التي تعود إلى زمن كان يُؤمن فيه بالحب من النظرة الأولى، نستعرض مشاهد من إسطنبول ومضيق البوسفور عام 1974، اللذين أصبحا جزءًا من الذكريات والصور الفوتوغرافية. يتجلى الحب الكبير بين موجان وفريت في خلفية هذه الأحداث المليئة بالمآزق والتحديات.
سيتذوق العاشقان مشاعر الشوق والإخلاص والطموح والخيانة والعاطفة معًا. إذ تقع قلوب الأخوين، سليم ونالان، أيضًا في حب هؤلاء العشاق الصغار. بينما يقع سليم في حب موجان، تُعجب أخته نالان أيضًا بالبحار سليم.

## وصلات خارجية
- جرح الماضي على موقع IMDb (الإنجليزية)
- جرح الماضي على موقع قاعدة بيانات الأفلام العربية
- جرح الماضي على موقع قاعدة بيانات الفيلم (الإنجليزية)